# Acanthodasys algarvense
Acanthodasys algarvense is een buikharige uit de familie Thaumastodermatidae. Het dier komt uit het geslacht Acanthodasys. Acanthodasys algarvense werd in 2008 voor het eerst wetenschappelijk beschreven door Hummon. 